# Christian Lobeck
Christian August Lobeck né le 5 juin 1781 à Naumbourg et mort le 25 août 1860 àKönigsberg est un philologue classique allemand. Ses recherches sur l'histoire des religions grecques ont été pionnières à leur époque. Il a aussi été l'un des derniers humanistes allemands à écrire uniquement en latin.

## Biographie
Lobeck est né à Naumbourg, dans l'électorat de Saxe. Dès cette époque, il se lie d'amitié avec August Seidler (de) (1779-1851), de deux ans son aîné, avec lequel il reste en contact jusqu'à sa mort. Il a étudié à l'Université d'Iéna et à celle de Leipzig, puis il est devenu en 1802 Privatdozent à l'Université de Wittemberg, où il a été finalement nommé professeur en 1810. Quatre ans plus tard, il a accepté la chaire de rhétorique et de littérature ancienne à Königsberg, qu'il a occupée jusque deux ans avant sa mort.
Il a consacré son activité à l'histoire de la religion grecque antique et de la langue et de la littérature grecque. Son œuvre principale, Aglaophamus (1829), défend, contre la Symbolique de G.F. Creuzer (1810–1823), que la religion grecque des Mystères (particulièrement ceux d'Eleusis) ne se distinguait pas essentiellement de leur religion nationale ; qu'elle n'était pas ésotérique, que ses prêtres ne possédaient ni n'enseignaient une plus haute connaissance de Dieu et qu'enfin ses éléments orientaux sont d'importation tardive.
Son édition de l'Ajax de Sophocle (1809) lui a valu une réputation de savant et de critique ; son Phrynichus (1820), ses Paralipomena grammaticae Graecae (vol. I-II; 1837), Pathologiae sermonis Graeci prolegomena (1843) et Pathologiae Graeci sermonis elementa (vol. I-II; 1853–62) révèlent sa grande connaissance du grec ancien. Il avait peu de sympathie pour la philologie comparative, considérant qu'il faut bien une vie pour acquérir une connaissance complète d'une seule langue.